# Retowie
Retowie – pochodząca z łaciny nazwa ludu zamieszkującego od około 500 roku p.n.e. do II wieku n.e. rejon środkowych Alp.
W VI wieku p.n.e. Retowie zasiedlili tereny dzisiejszej wschodniej Szwajcarii, Tyrolu i Lombardii. Nieznane jest pochodzenie tego ludu. Niektórzy badacze uznają go za lud celtycki, inni za autochtoniczną nie-indoeuropejską ludność Europy, spokrewnioną z Etruskami (większość autorów epoki, w tym m.in. Pliniusz Starszy). Kilka zachowanych inskrypcji w języku retyckim sugeruje, że mógł być spokrewniony z językiem etruskim. Również znaleziska broni wskazują na wpływy etruskie.
Język retycki zaliczany jest obecnie przez lingwistów do rodziny języków tyrreńskich (wraz z etruskim i lemnijskim), co potwierdzają wspólne cechy morfologiczne, fonologiczne i składniowe odkryte w latach 90. XX wieku.
W 15 r. p.n.e. nastąpił podbój terytorium Retów przez Tyberiusza i Druzusa, a  następnie utworzenie na tych terenach rzymskiej prowincji Rhaetia (Recja). Język Retów został szybko wyparty przez język łaciński.
Przypuszczalnie pozostałością po łacińskich dialektach Retów są dzisiejsze języki retoromańskie.